# Cyrtolobus auroreus
Cyrtolobus auroreus är en insektsart som beskrevs av Robert E. Woodruff. Cyrtolobus auroreus ingår i släktet Cyrtolobus och familjen hornstritar. Inga underarter finns listade i Catalogue of Life.